# Castelul Valençay

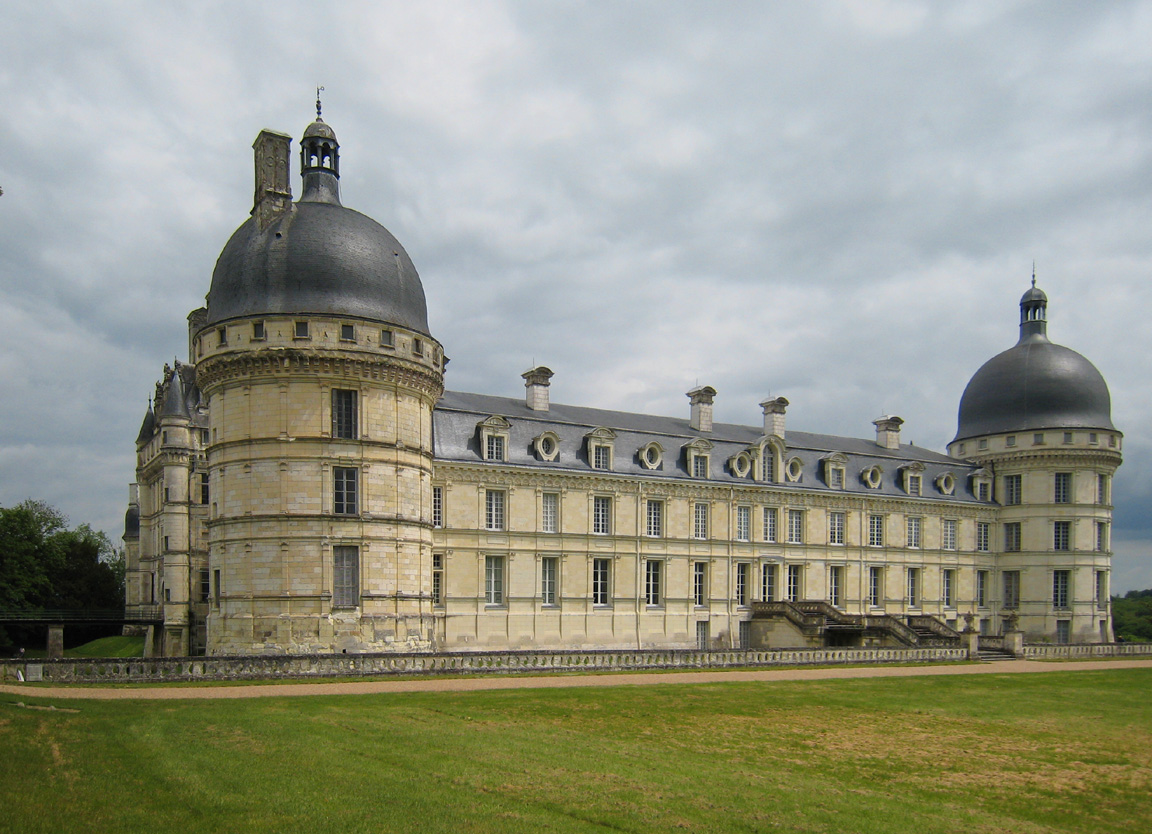
Parcul castelului

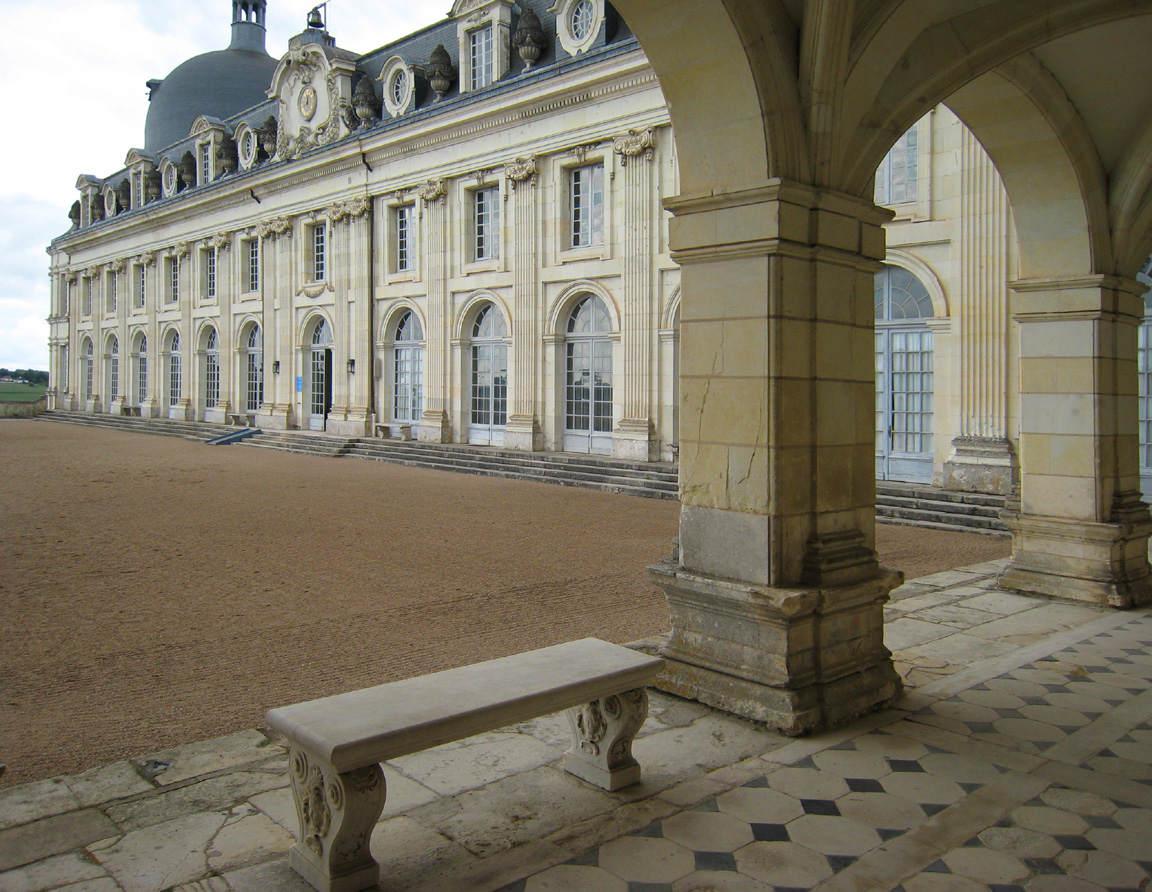
Curtea castelului

Castelul Valençay este un castel situat în orașul francez Valençay, departamentul Indre, regiunea Centru (Franța).
Acesta a fost construit în secolul al XVI-lea, în jurul anului 1540, fiind ridicat pe fundația unei fortărețe militărești, la invitația familiei d’Étampes. Mai apoi, în secolele XVII și XVIII, castelul a fost extins și renovat, combinând stilurile renașterii și clasicul francez.